# Igor Engonga
Igor Engonga Noval (ur. 4 stycznia 1995 w Santanderzeze) – gwinejski piłkarz grający na pozycji środkowego obrońcy. Jest synem Óscara Engongi oraz bratankiem Vicente Engongi, którzy także byli piłkarzami.

## Kariera klubowa
Swoją karierę piłkarską Engonga rozpoczął w 2007 roku w klubie Racing Santander. W 2012 roku został zawodnikiem klubu Gimnástica de Torrelavega. 8 maja 2013 zadebiutował w nim w Segunda División B w zremisowanym 0:0 wyjazdowym meczu z CD Teruel. Na koniec sezonu 2012/2013 spadł z Gimnástiką do Segunda División B.
W 2014 roku Engonga przeszedł do CD Tropezón. Swój debiut w nim zaliczył 23 sierpnia 2014 w zremisowanym 1:1 domowym meczu z Cultural y Deportiva Leonesa. W zespole Tropezón spędził rok.
W 2015 roku Engonga został zawodnikiem Club Portugalete. Swój debiut w nim zaliczył 22 sierpnia 2015 w zremisowanym 1:1 wyjazdowym spotkaniu z Sestao River Club. Grał w nim przez rok.
W 2016 roku Engonga przeszedł do rezerw UD Almería. W sezonie 2017/2018 awansował z nim z Tercera División do Segunda División B. W 2019 roku odszedł do drugoligowego greckiego GS Doksa Dramas. W 2020 roku został piłkarzem Futuro Kings FC. W sezonie 2021/2022 został z nim wicemistrzem Gwinei Równikowej.
| Sezon   | Klub                      | Kraj             | Rozgrywki            | Mecze | Gole |
| ------- | ------------------------- | ---------------- | -------------------- | ----- | ---- |
| 2012/13 | Gimnástica de Torrelavega | Hiszpania        | Segunda División B   | 3     | 0    |
| 2013/14 | Gimnástica de Torrelavega | Hiszpania        | Tercera División     | 3     | 2    |
| 2014/15 | CD Tropezón               | Hiszpania        | Segunda División B   | 25    | 0    |
| 2015/16 | Club Portugalete          | Hiszpania        | Segunda División B   | 25    | 0    |
| 2016/17 | UD Almería B              | Hiszpania        | Tercera División     | 32    | 3    |
| 2017/18 | UD Almería B              | Hiszpania        | Tercera División     | 13    | 3    |
| 2018/19 | UD Almería B              | Hiszpania        | Segunda División B   | 30    | 1    |
| 2019/20 | GS Doksa Dramas           | Grecja           | Superleague Ellada 2 | 1     | 0    |
| 2020    | Futuro Kings FC           | Gwinea Równikowa | Primera División     | ?     | ?    |
| 2021/22 | Futuro Kings FC           | Gwinea Równikowa | Primera División     | ?     | ?    |

## Kariera reprezentacyjna
W reprezentacji Gwinei Równikowej Engonga zadebiutował 7 stycznia 2015 w zremisowanym 1:1 towarzyskim meczu z Republiką Zielonego Przylądka. W 2015 roku został powołany do kadry na Puchar Narodów Afryki 2015. Na tym turnieju był rezerwowym i nie rozegrał żadnego meczu.